# Mesopolobus pallidicornis
Mesopolobus pallidicornis är en stekelart som först beskrevs av Girault och Alan Parkhurst Dodd 1915.  Mesopolobus pallidicornis ingår i släktet Mesopolobus och familjen puppglanssteklar. Inga underarter finns listade i Catalogue of Life.